# 田福俊
田福俊（1931年5月—2021年1月12日），男，河南偃师人，中华人民共和国政治人物，曾任西藏自治区财政厅厅长，西藏自治区人大常委会副主任。

## 生平
1959年进入西藏自治区工作。
2021年1月12日，因病於河南郑州逝世，終年89歲。